# René Krause
René Krause (* 30. August 1985) ist ein deutscher Boxer.

## Karriere
Krause begann in seiner Jugend mit dem Boxen. Er gehörte damals dem Sportverein SC Colonia Köln an. Im Jugend- und Juniorenalter erzielte er Erfolge und wurde in diesen Altersgruppen  mehrmals deutscher Meister. Den größten Erfolg im Nachwuchsbereich erzielte er bei der U17 -Weltmeisterschaft (Kadetten) im Jahre 2002 in Kecskemét. Im Halbschwergewicht kam er dort hinter Denis Bojkow aus Russland auf den 2. Platz und wurde  Vize-Weltmeister.
Bei der Junioren-Weltmeisterschaft 2004 in Jeju/Südkorea gewann Rene Krause im Halbschwergewicht über Ahror Muralimow aus Usbekistan nach Punkten (17:7), unterlag aber im Achtelfinale gegen Server Emuraljew aus der Ukraine nach Punkten (13:20) und erreichte damit den 9. Platz.
Bei der deutschen Meisterschaft 2005 startete er erstmals bei den Senioren. Er erreichte dort das Halbfinale, in dem er gegen Robert Woge aus Halle (Saale) nach Punkten unterlag. Er kam damit auf den 3. Platz. Bei der Deutschen Meisterschaft 2006 erlitt Rene Krause einen schweren Rückschlag, denn er wurde von Huseyin Cinkara vom BC Olympia Rhein-Neckar schon in der 1. Runde schwer k.o. geschlagen.
Nach dieser Niederlage brauchte er  Zeit, um wieder den Anschluss an die früheren Leistungen zu finden. Er wechselte zu Bayer 04 Leverkusen, wo Jörg Heidenreich sein Trainer wurde.
Erste Erfolge stellten sich dann 2007 bei internationalen Turnieren ein. So wurde belegte er beim Coup de Nations in Calais im Halbschwergewicht nach einem Sieg über Mamadou Diambang aus Frankreich und einer Punktniederlage gegen den kubanischen Spitzenboxer Yusniel Napoles den 2. Platz. Beim Grand-Prix-Turnier in Ústí nad Labem (Aussig) siegte er über den Ungarn Gabor Bodei, den Aserbaidschaner Javid Taghiew und den Brasilianer Washington Silva und gewann die Halbschwergewichtskonkurrenz bei diesem Turnier.
Er konnte sich nicht für die Olympischen Spiele in Peking qualifizieren. 2008  belegte er bei einem Turnier in Debrecen im Halbschwergewicht nach einer Punktniederlage (5:8) im Viertelfinale gegen den Dritten der Weltmeisterschaft Daugirdas Šemiotas aus Litauen den 5. Platz. Dann gewann er ein Turnier in Zagreb, wobei er im Finale den starken Iren Darren O’Neill besiegte. Anschließend war er bei einem Turnier in St.-Quentin am Start, wo er im Halbfinale gegen den Algerier Abdelhafid Benchabla verlor und auf den 3. Platz kam. Beim Chemiepokal in Halle (Saale) siegte er über den Inder Parminder Singh durch Abbruch in der 3. Runde und im Finale gegen seinen alten Konkurrenten Robert Woge nach Punkten. Überzeugende Leistungen zeigte er auch beim 1. AIBA-Presidents-Cup in Taipeh. Er siegte dort über den Russen Sergej Kowaljow (Boxer) nach Punkten (14:10) und lieferte im Finale Weltmeister Abbos Atoyev aus Usbekistan einen beherzten Kampf, ehe er knapp nach Punkten verlor (6:11).
Bei der deutschen Meisterschaft 2008 in Straubing unterlag Robert Krause im Halbfinale gegen Gottlieb Weiss vom BAC Hockenheim nach Punkten (6:11). Da sich Weiss danach verletzte, wurde er für die im November 2008 in Liverpool stattfindenden Europameisterschaften nominiert. Dort gewann er mit Siegen über Callum Johnson aus Schottland (4:2) und Daugirdas Šemiotas (5:1) und einer Punktniederlage (3:8) im Halbfinale gegen Sergej Karnejew aus Belarus eine Bronzemedaille.
Bei der Weltmeisterschaft 2009 in Mailand kam Rene Krause im Halbschwergewicht mit drei Siegen und einer Niederlage im Halbfinale gegen Elshod Rasulow aus Usbekistan (2:8) auf einen guten 5. Platz.

## Internationale Erfolge
(WM = Weltmeisterschaft, EM = Europameisterschaft, Halbschwergewicht, bis 81 kg Körpergewicht)
| Jahr | Platz | Wettbewerb                                     | Gewichtsklasse | |
| 2002 | 2.    | Junioren-WM (Cadets) in Kecskemét/Ungarn       | Halbschwer     | hinter Denis Bojkow, Russland, und vor Zaur Tajmurow, Aserbaidschan, und Wiktor Czwarkow, Belarus                                                                              |
| 2004 | 9.    | Junioren-WM in Jeju/Südkorea                   | Halbschwer     | nach Sieg über Ahror Muralimow, Usbekistan, und Niederlage gegen Server Emurlajew, Ukraine                                                                                     |
| 2007 | 2.    | Coup de Nations in Calais                      | Halbschwer     | nach Sieg über Mamadou Diambang, Frankreich, und Niederlage gegen Yusniel Napoles, Kuba                                                                                        |
| 2007 | 1.    | Grand-Prix-Turnier in Ústí nad Labem           | Halbschwer     | mit Siegen über Gabor Bodei, Ungarn (18:3), Javid Taghiew, Aserbaidschan (23:16), und Washington Silva, Brasilien (14:7)                                                       |
| 2008 | 5.    | Turnier in Debrecen/Ungarn                     | Halbschwer     | nach Niederlage im Viertelfinale gegen Daugirdas Šemiotas, Litauen |
| 2008 | 1.    | Turnier in Zagreb                              | Halbschwer     | nach Finalsieg über Darren O’Neill, Irland |
| 2008 | 3.    | Turnier in St.-Quentin                         | Halbschwer     | nach Niederlage im Halbfinale gegen Abdelhafid Benchabla, Algerien |
| 2008 | 1.    | Chemie-Pokal in Halle (Saale)                  | Halbschwer     | nach Siegen über Parminder Singh, Indien, und Robert Woge, Deutschland |
| 2008 | 3.    | 1st Presidents-Cup in Taipeh                   | Halbschwer     | nach Sieg über Sergej Kowaljow, Russland (14:10), und Niederlage gegen Abbos Atoyev, Usbekistan (6:11)                                                                         |
| 2008 | 3.    | EM in Liverpool                                | Halbschwer     | nach Siegen über Callum Johnson, Schottland (4:2), und Daugirdas Šemiotas (5:1) und einer Niederlage (3:8) im Halbfinale gegen Sergej Karnejew, Belarus                        |
| 2009 | 3.    | Chemie-Pokal in Halle (Saale)                  | Halbschwer     | nach Punktniederlage gegen Elshod Rasulow, Usbekistan (1:4) |
| 2009 | 5.    | Meisterschaft der Europäischen Union in Odense | Halbschwer     | nach Punktniederlage gegen Hrvoje Sep, Kroatien (6:6+) |
| 2009 | 5.    | WM in Mailand                                  | Halbschwer     | mit Punktsiegen über Mario Lakatos, Slowakei (11:1), Kim Dong-hoe, Südkorea (5:1), und Alexander Gwosdik, Ukraine (+2:2), und einer Punktniederlage gegen Elshod Rasulow (2:8) |

## Deutsche Meisterschaften
| Jahr | Platz | Gewichtsklasse | Ergebnis                                                                          |
| 2005 | 3.    | Hs             | nach Niederlage im Halbfinale gegen Robert Woge, Halle                            |
| 2006 | 5.    | Halbschwer     | nach KO-Niederlage in der 1. Runde gegen Hüseyin Cinkara, BC Olympia Rhein-Neckar |
| 2008 | 3.    | Halbschwer     | nach Niederlage im Halbfinale gegen Gottlieb Weiss, BAC Hockenheim                |

## Länderkämpfe
| Jahr | Ort         | Begegnung                 | Gewichtsklasse | Ergebnis                              |
| 2009 | Schriesheim | Deutschland gegen Italien | Halbschwer     | Punktsieger über Gianluca Rosciglione |